# Carlos Corbacho Román
Carlos Corbacho Román né à  La Línea de la Concepción (Espagne, province de Cadix) le 9 avril 1942 est un matador espagnol.

## Carrière
Il participe à sa première novillada piquée le 18 juillet 1961 dans sa ville natale en compagnie de « El Cordobés » avant de prendre son alternative à Séville, face au taureau Mochuelo de la ganadería de José Belmonte. Il coupe une oreille ce jour-là et sa carrière s'annonce bien. Mais l'année suivante à Valence, le 18 mars 1963, au moment d'estoquer un taureau de la ganadería de José Montalvo, son épée se plante dans sa cuisse droite. Il n'est opéré que quatre ans plus tard à Barcelone pour cette ancienne blessure. Des complications consécutives à l'opération obligent à amputer la jambe. Corbacho Román ne peut plus toréer. Il devient apoderado et reste ainsi dans le circuit taurin.
Son fils Carlos Corbacho a pris l'habit de lumière à Marbella le 5 juillet 2011 